# Marsupidium knightii
Marsupidium knightii là một loài rêu trong họ Acrobolbaceae. Loài này được Mitt. mô tả khoa học đầu tiên năm 1867.